# Franck Javary

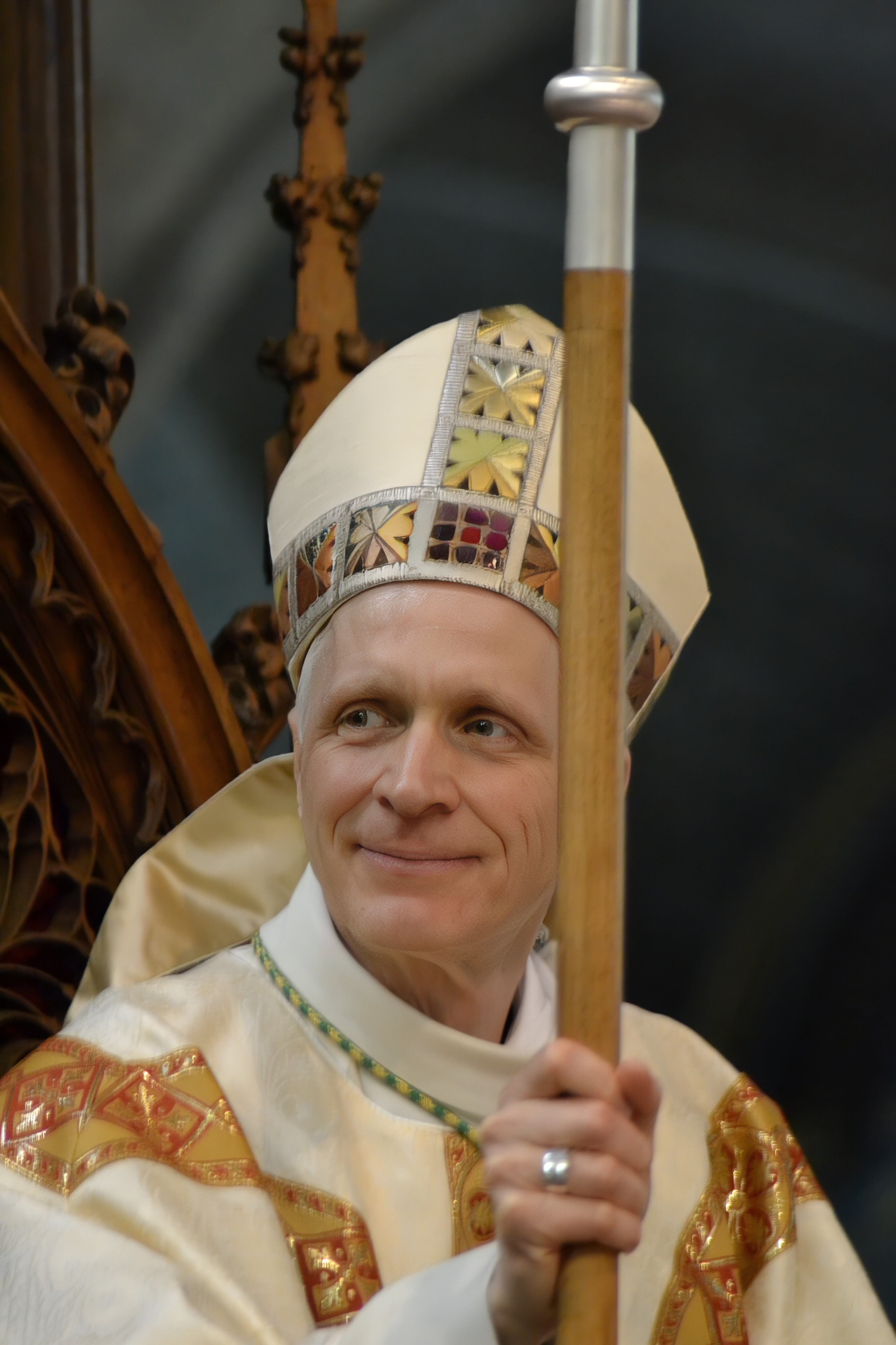
Franck Javary am Tag seiner Bischofsweihe

Bischofswappen von Franck Henri Javary

Franck Henri Javary (* 31. Januar 1967 in Boulogne-Billancourt, Frankreich) ist ein französischer römisch-katholischer Geistlicher und Bischof von Châlons.

## Leben
Franck Javary erwarb zunächst einen Abschluss als Ingenieur an der École polytechnique und trat anschließend für das Studium der Philosophie und Theologie in das Priesterseminar des Carmes in Paris ein. Am Institut Catholique de Paris erwarb er 2000 das Lizenziat in biblischer Theologie. Er empfing am 26. Juni 1999 durch Bischof François Favreau das Sakrament der Priesterweihe für das Bistum Nanterre.
Nach der Priesterweihe lehrte er biblische Theologie am Priesterseminar Saint-Sulpice in Issy-les-Moulineaux. Er war in verschiedenen Gemeinden in der Pfarrseelsorge sowie in der Jugendpastoral tätig. Er war Dompfarrer an der Kathedrale von Nanterre und gehörte in seinem Bistum dem Konsultorenkollegium, dem Wirtschaftsrat und dem bischöflichen Rat an. Zuletzt war er Pfarrer in Bagneux.
Am 9. Januar 2025 ernannte ihn Papst Franziskus zum Bischof von Châlons. Der Erzbischof von Reims, Éric de Moulins-Beaufort, spendete ihm am 1. März desselben Jahres in der Kathedrale von Châlons-en-Champagne die Bischofsweihe. Mitkonsekratoren waren der Bischof von Nanterre, Matthieu Rougé, und der Bischof von Fréjus-Toulon, François Touvet.